# Josef Prokeš
Josef Prokeš (* 25. Februar 1933 in Líně; † 25. August 2016) war ein tschechoslowakischer Skilangläufer.
Prokeš, der für den ASC Dukla Prag und den Spartak Prag startete, kam im Jahr 1956 bei seiner einzigen Teilnahme an Olympischen Winterspielen auf den 36. Platz über 15 km, auf den 16. Rang über 30 km und zusammen mit Emil Okuliár, Vlastimil Melich und Ilja Matouš auf den achten Platz in der Staffel. Im folgenden Jahr gewann er beim Czech-Marusarzówna-Memorial den 30-km-Lauf. Bei tschechoslowakischen Meisterschaften siegte er im Jahr 1956 über 30 km und im Jahr 1959 über 15 km. Letztmals international startete er bei der Winter-Universiade 1960 in Chamonix, wo er die Silbermedaille mit der Staffel gewann. Nach seiner Karriere als Skilangläufer arbeitete er an der Karls-Universität in Prag und wurde später Skitrainer. Er wanderte am Ende der 1960er Jahre nach Österreich aus und war in Stams bis zu seiner Pensionierung im Jahre 1991 als Skilanglauftrainer tätig.